# Бернове
Бернове́ — село в Україні, у Кельменецькій селищній громаді Дністровського району Чернівецької області.

## Географія
Наддністрянське село Бернове розкинулося на правому березі Дністра.

## Історія
З 1991 року в складі незалежної України.
В 2021 році шляхом об'єднання сільських рад, село увійшло до складу Кельменецької селищної громади.

## Населення
Згідно з переписом УРСР 1989 року чисельність наявного населення села становила 1228 осіб, з яких 535 чоловіків та 693 жінки.
За переписом населення України 2001 року в селі мешкали 1122 особи.

### Мова
Розподіл населення за рідною мовою за даними перепису 2001 року:
| Мова       | Відсоток |
| ---------- | -------- |
| українська | 99,29 %  |
| російська  | 0,71 %   |

## Охорона природи
- Село межує з національним природним парком «Подільські Товтри».
- Біля села розташований іхтіологічний заказник «Бернівський острів».

## Світлини

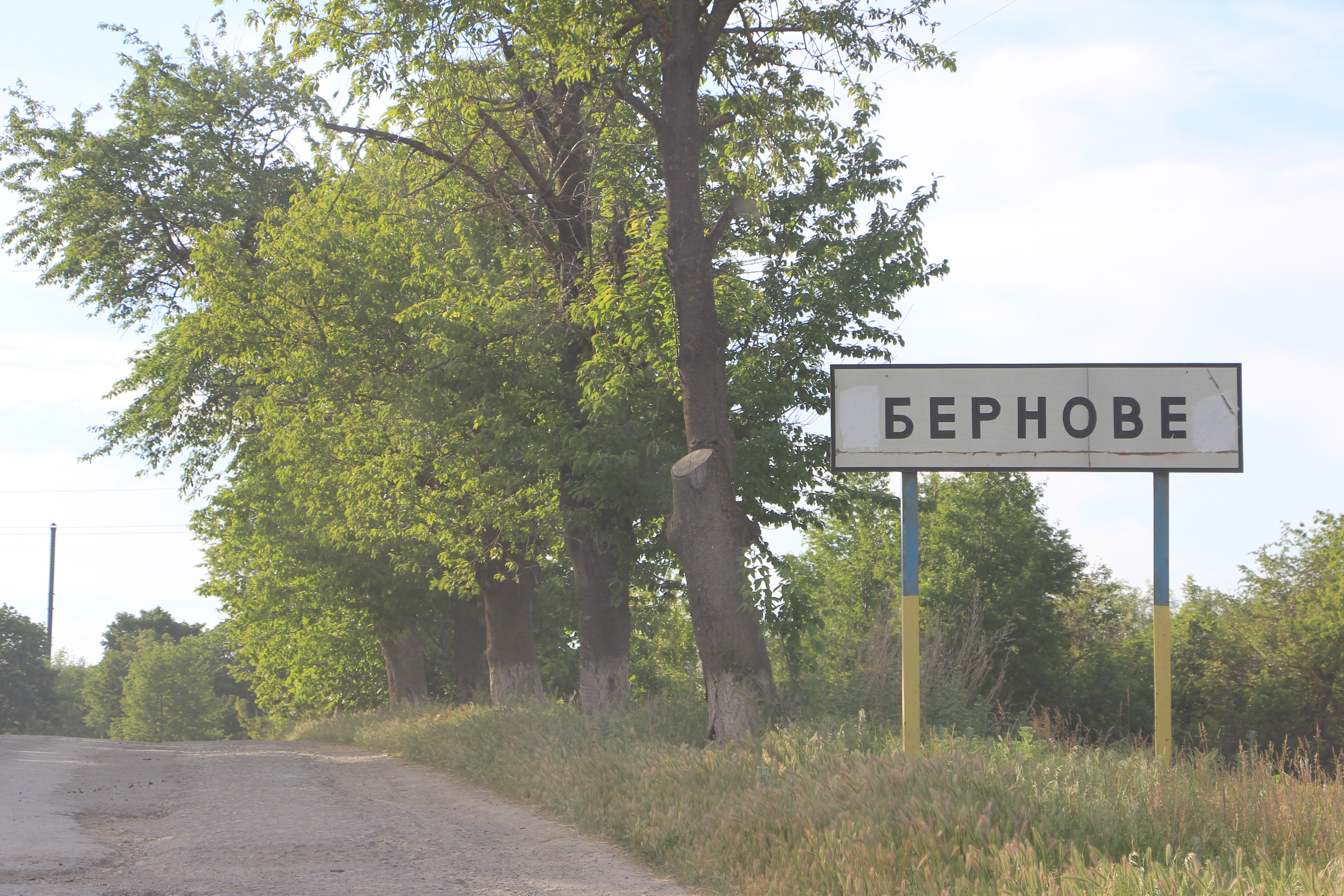
В'їзд с. Бернове
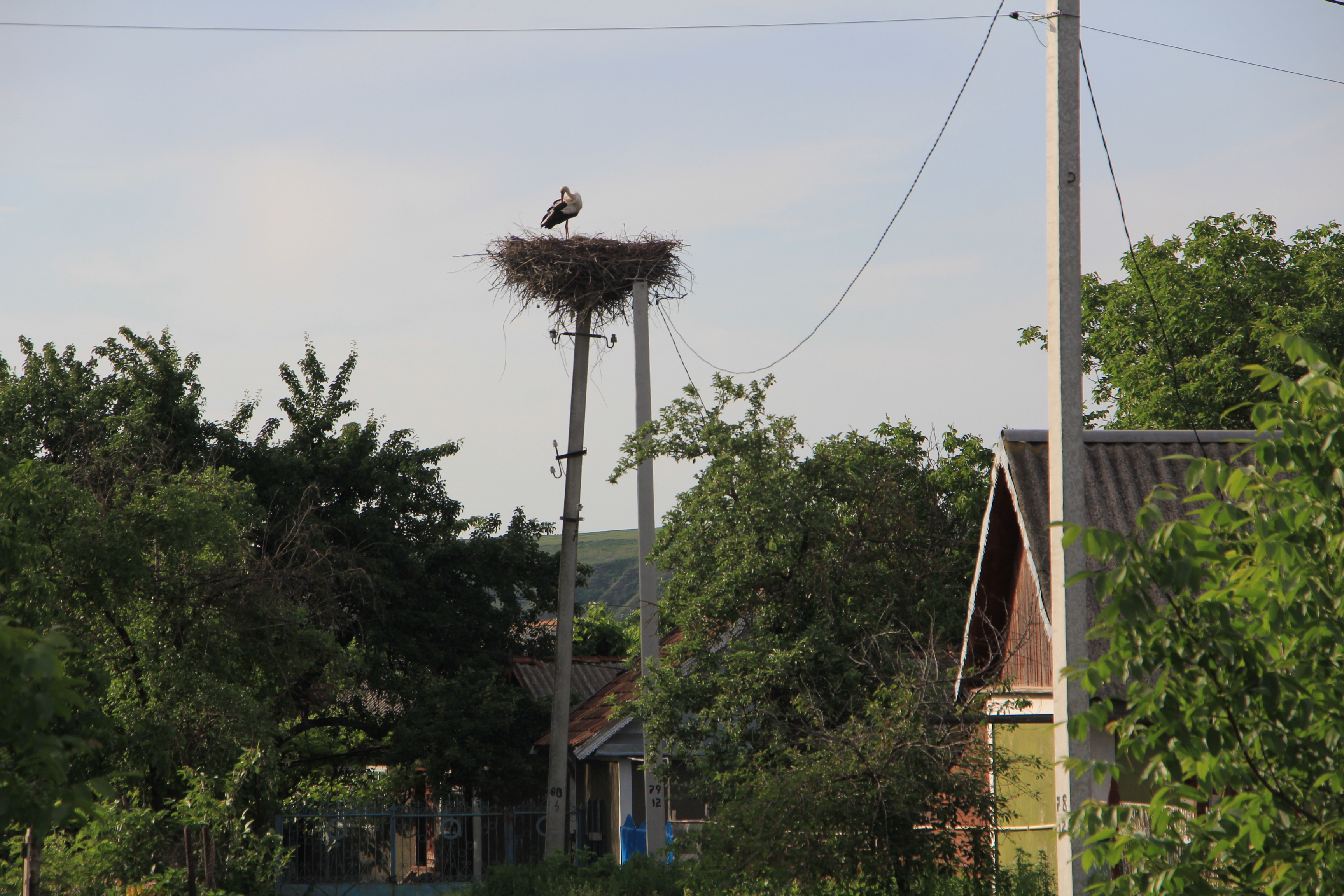
Бернове, гніздо бузька
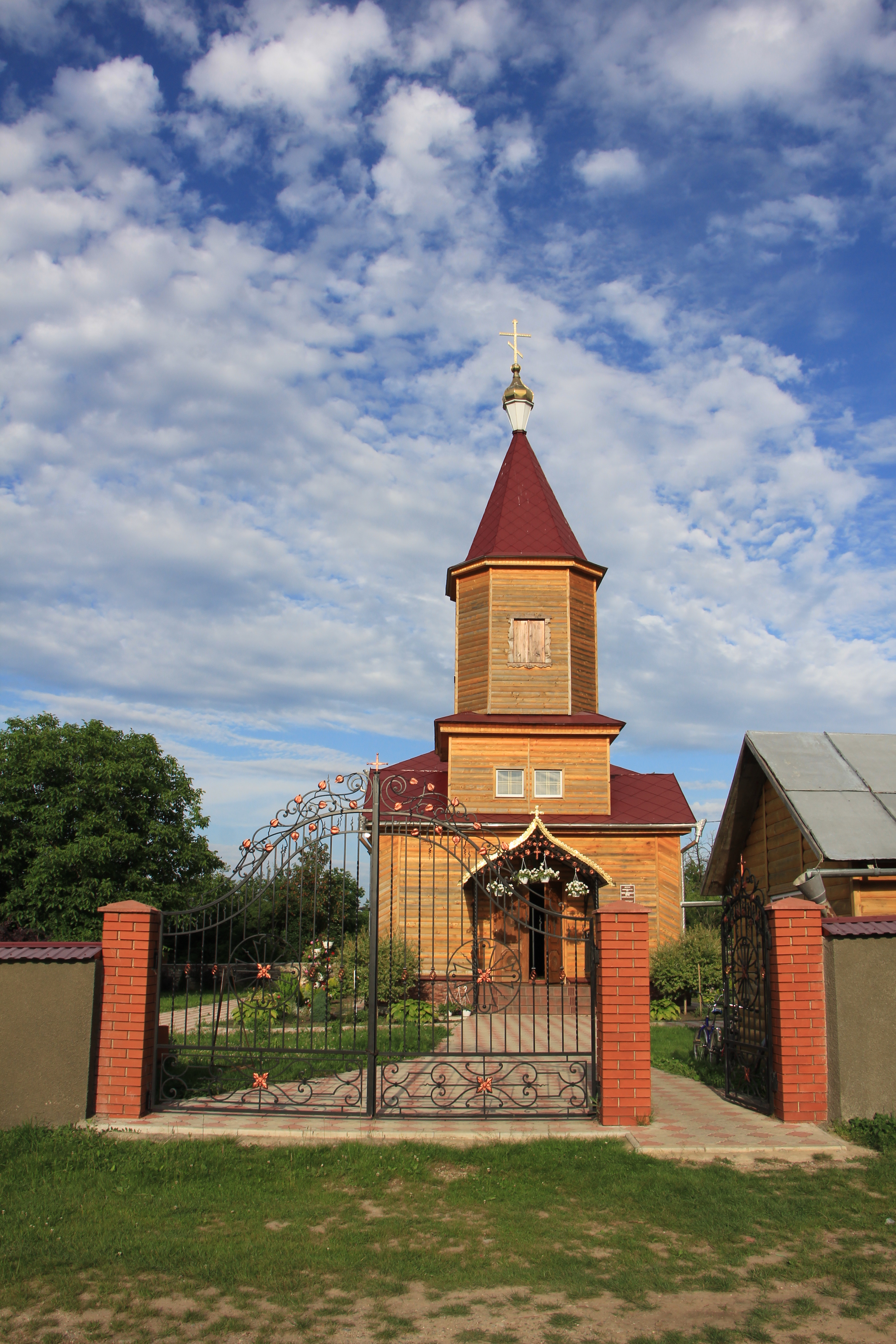
Церква Св. Дмитра
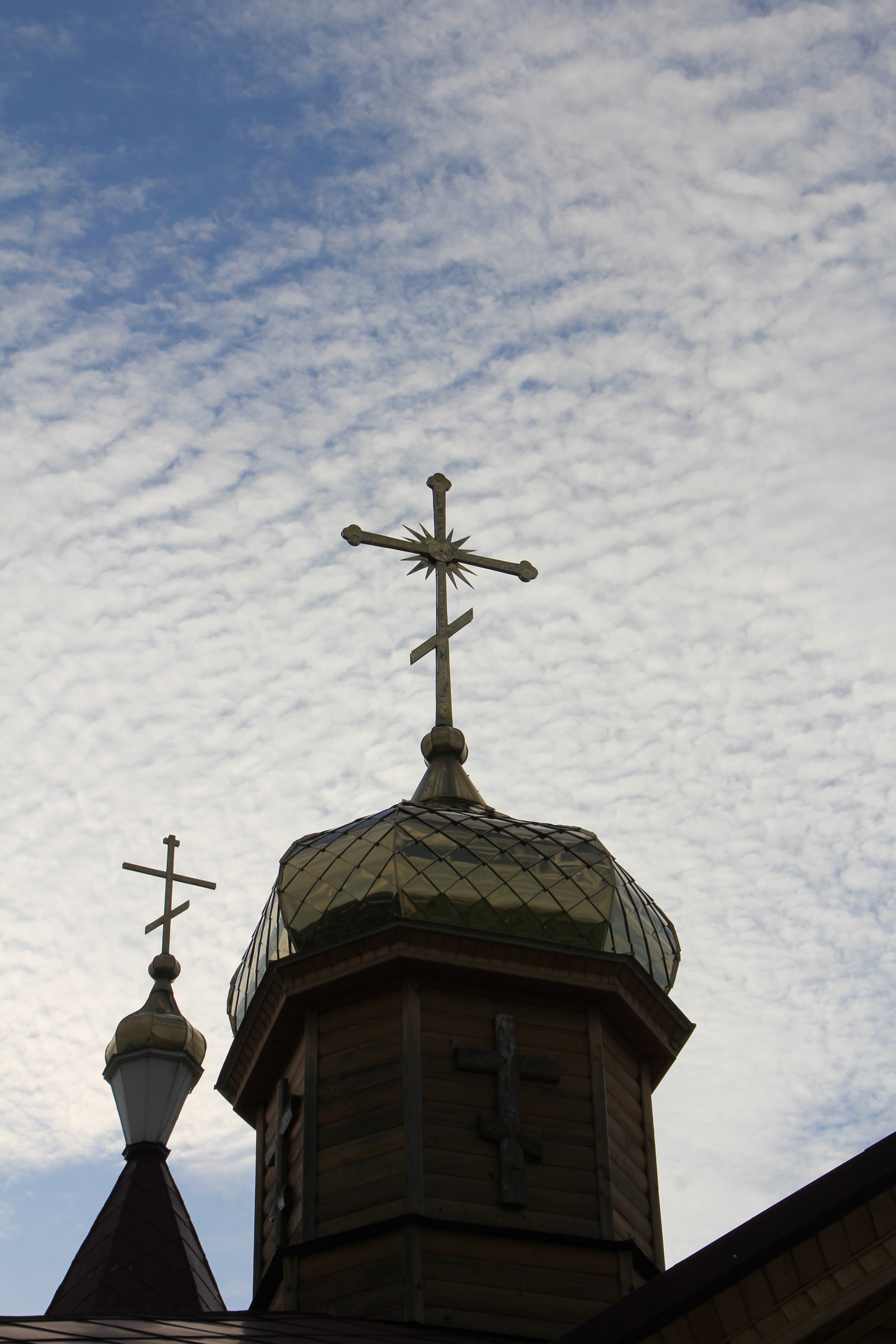
Церква
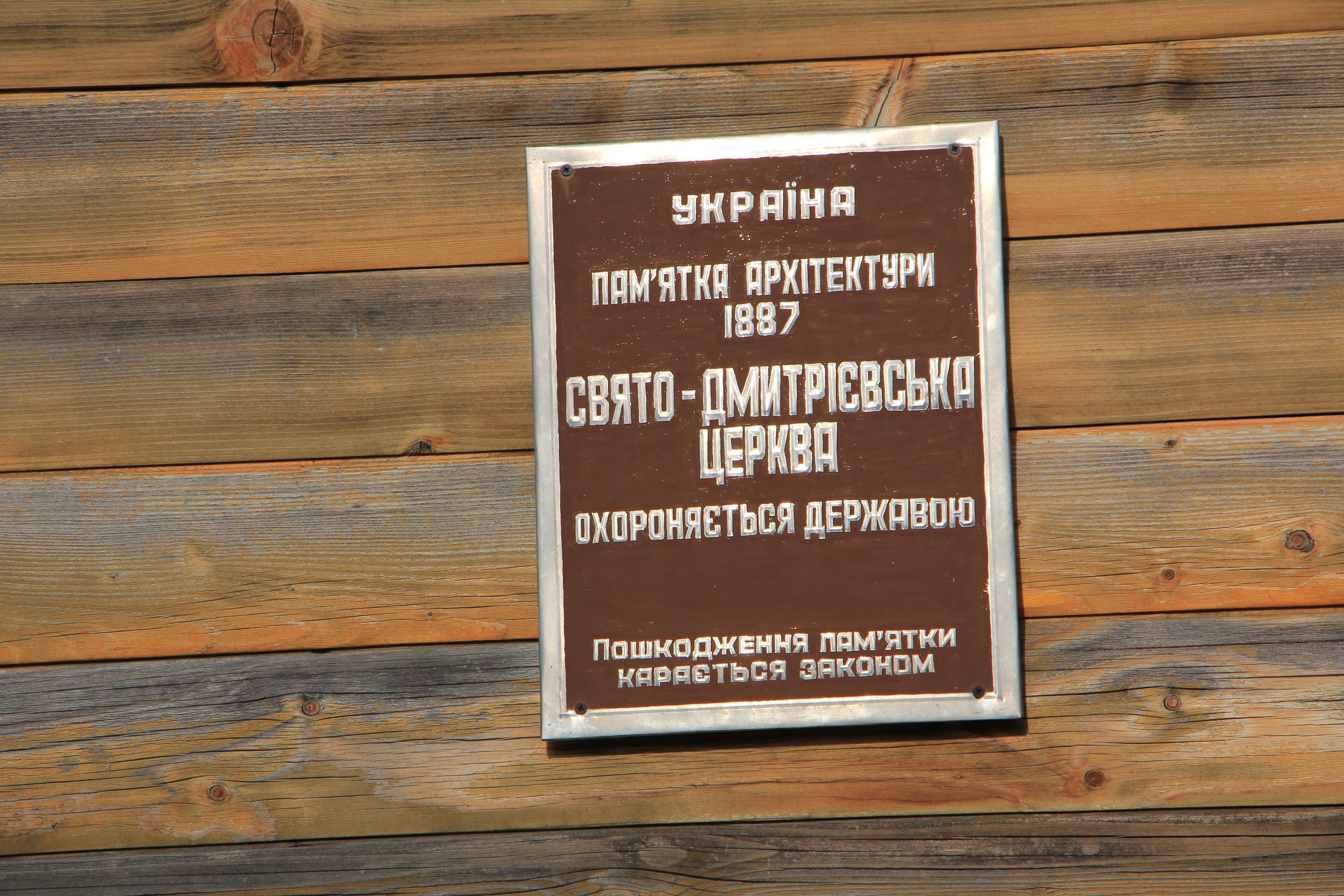
Церква
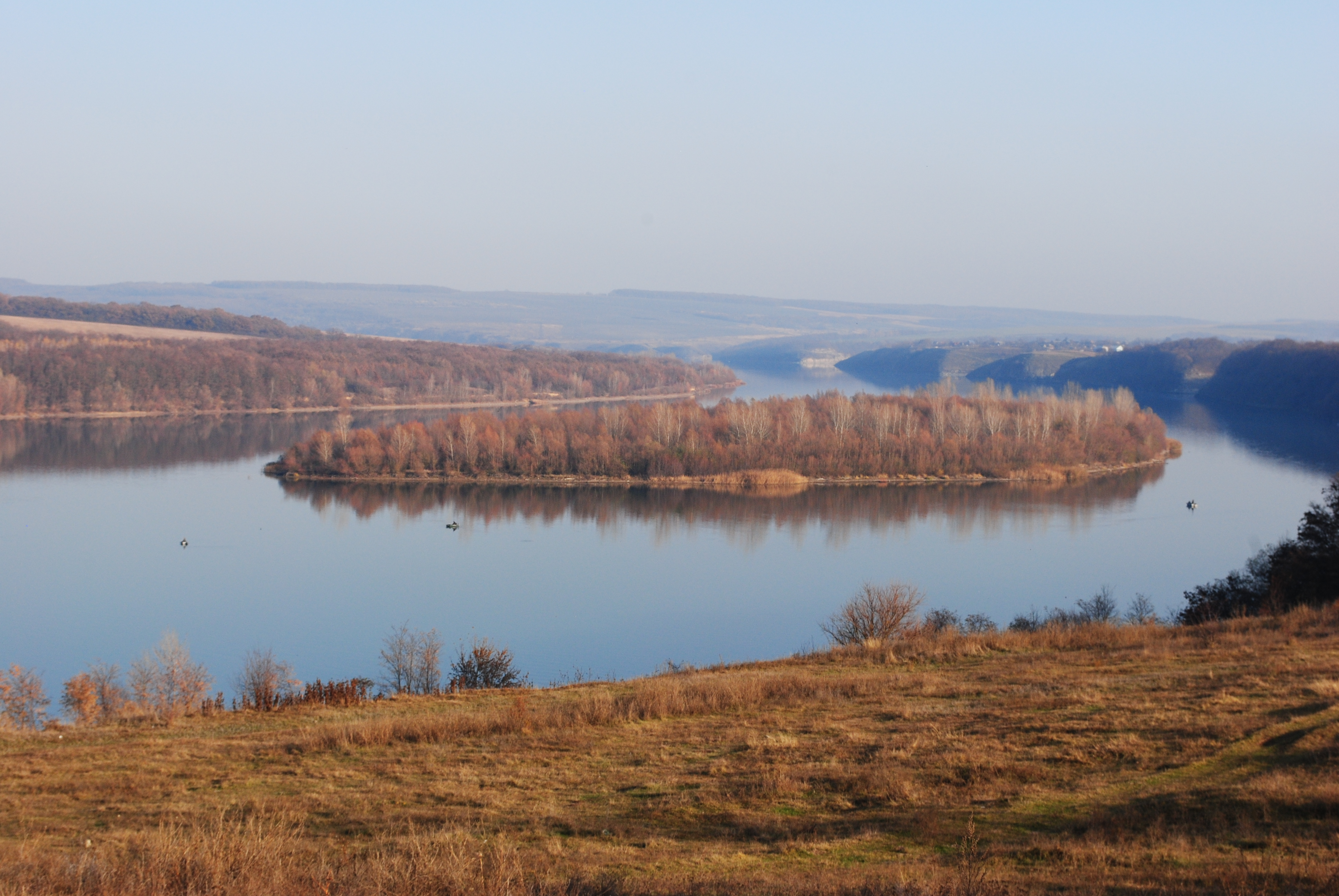
«Бернівський острів»